# 津山祐子
津山 祐子（つやま ゆうこ）1955年生（昭和30年） - ）は、アメリカの元全米認定音楽療法士(MTーBC)、アメリカ音楽療法協会(AMTA)メンバー。ピアニスト。ノルウェーベルゲンハーモニー元鍵盤楽器奏者、元徳島文理大学音楽学部教授。シェナンドー大学音楽療法研究所アドヴァイザー。
桐朋学園大学音楽学部卒業。ヴェルディ音楽院ディプロマ修得。シェナンドー大学卒業。

## 経歴
桐朋学園大学音楽学部でピアノと作曲を学び、大学卒業後はイタリア/ミラノのヴェルディ音楽院に進学しディプロマ修得。卒業後、ノルウェイのベルゲンハーモニーの鍵盤奏者を勤めたほか、日本人としては初めてグリーグの家（現在のエドヴァルド・グリーグ博物館）でリサイタルを行った。
これまでに徳島文理大学音楽学部教授、シェナンドー大学音楽療法研究所アドヴァイザーなどを歴任。また日本の大学では数少ないアメリカ・全米認定音楽療法士の資格を取得している。

## 著書
- 『音楽療法―実践者のためのガイドブック』（2008年、ナカニシヤ出版）